# Chanson d'Antioche
La Chanson d'Antioche è una chanson de geste del ciclo francese delle canzoni della crociata, tramandata da un unico rimaneggiamento della fine del XII secolo. Il poema celebra la vittoriosa prima spedizione in Oriente, con l'arrivo a Costantinopoli e l'assedio di Antiochia. Agli schemi epici tradizionali delle gesta militari vengono affiancati quelli dell'agiografia, per rimarcare il carattere missionario e spirituale della crociata, ai quali viene aggiunto un elevato grado di storicità.